# Tomoderus circiter
Tomoderus circiter es una especie de coleóptero de la familia Anthicidae.

## Distribución geográfica
Habita en Indonesia.